# 大衛像
大衛像（義大利語：David）是文藝復興時代米开朗基罗的作品，於1501年至1504年雕成。雕像为白色大理石雕成的站立的男性裸体，高5.17（17.0英尺），重约6吨，一個佛羅倫薩藝術中最受歡迎的主題。用以表現圣经中的犹太英雄大衛王。原作目前置放於意大利佛罗伦萨美术学院。
由於它所代表的人物的性質，這座雕像很快就成為了捍衛公民自由的象徵，佛罗伦萨共和国是一個獨立的城邦，四面受到更強大的敵對國家和美第奇家族的霸權的威脅。大衛的眼睛帶著警告的目光，注視著美第奇家族居住的羅馬。

## 歷史

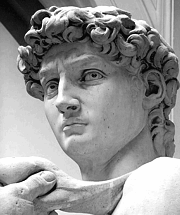
大卫像头部

雕刻工程从1464年开始。雕刻家多那太罗签约完成一座大卫像，作为旧约中的12个英雄雕像群的一部分。他在一块阿爾卑斯山卡拉拉采石场出产的白色大理石上刻出了下肢、躯干和衣着的大概形状，很有可能在两腿间打了个洞。但不知为何，他没有继续雕刻下去，1466年，多纳泰罗去世，留下了未完成的雕像。
1501年，当局决定再找一位艺术家完成这件作品。26岁的米開朗基羅被选中，他用了两年多时间完成这项工作。1504年一月，雕像快完成的时候，人们对雕像的放置地点进行了讨论，原计划放在教堂顶楼，但雕像的美丽使人震惊，最终人们决定将其置于佛罗伦萨的市政厅旧宫入口，取代多纳泰罗的一尊铜像，以代表弗洛伦萨不畏强权的精神。40个人花费四天时间将它从工作室移到市政厅入口。
1873年，为保护雕像，大卫像被转移到佛罗伦萨美术学院畫廊内。1910年在雕像原址放了一个大卫像复制品。在佛罗伦萨，後繼者共複製有二尊大衛像擺放在公众场所展出，一尊是在米開朗基羅廣場中央，另一尊在市政厅的大门前。
1991年一个疯子用藏在大衣里的锤子损坏了雕像的左脚脚趾，然后就被控制住，没有造成更大的破坏。
早期大衛像的裸露曾引起爭議，被穿上28片銅製無花果樹葉來遮羞。雕像也曾经被贴上金箔叶子，头上戴有金质花环，这些装饰后来都遗失了。

## 簡介
以前的藝術家雕描述的大衛多表现他割下歌利亞的頭，取得勝利的情景。但学者一般认为，米開朗基羅的大衛像描绘了战斗之前的大卫。雕像面色坚毅，头部左转，颈部的筋凸起，似乎正在准备战斗。他的上唇和鼻子附近的肌肉紧绷，眼睛全神贯注地望着远方。静脉从他下垂的右手上凸起，但他的身体确实放松的姿态，重量都放在右腿上，右手拿石头，左手前曲，将机弦搭在左肩上。他面色的紧张和姿态放松形成了强烈的对比。说明他刚做出战斗的决定，却还未踏上战场。雕像的上半身，尤其是头和左手和正常人体比例比偏大，这很可能是因为雕像最初要放在屋顶，雕像上部要放大，以便从下方欣赏。和雕像的高度相比，雕像的前后宽度很窄，这也许和大理石最初的形状有关。

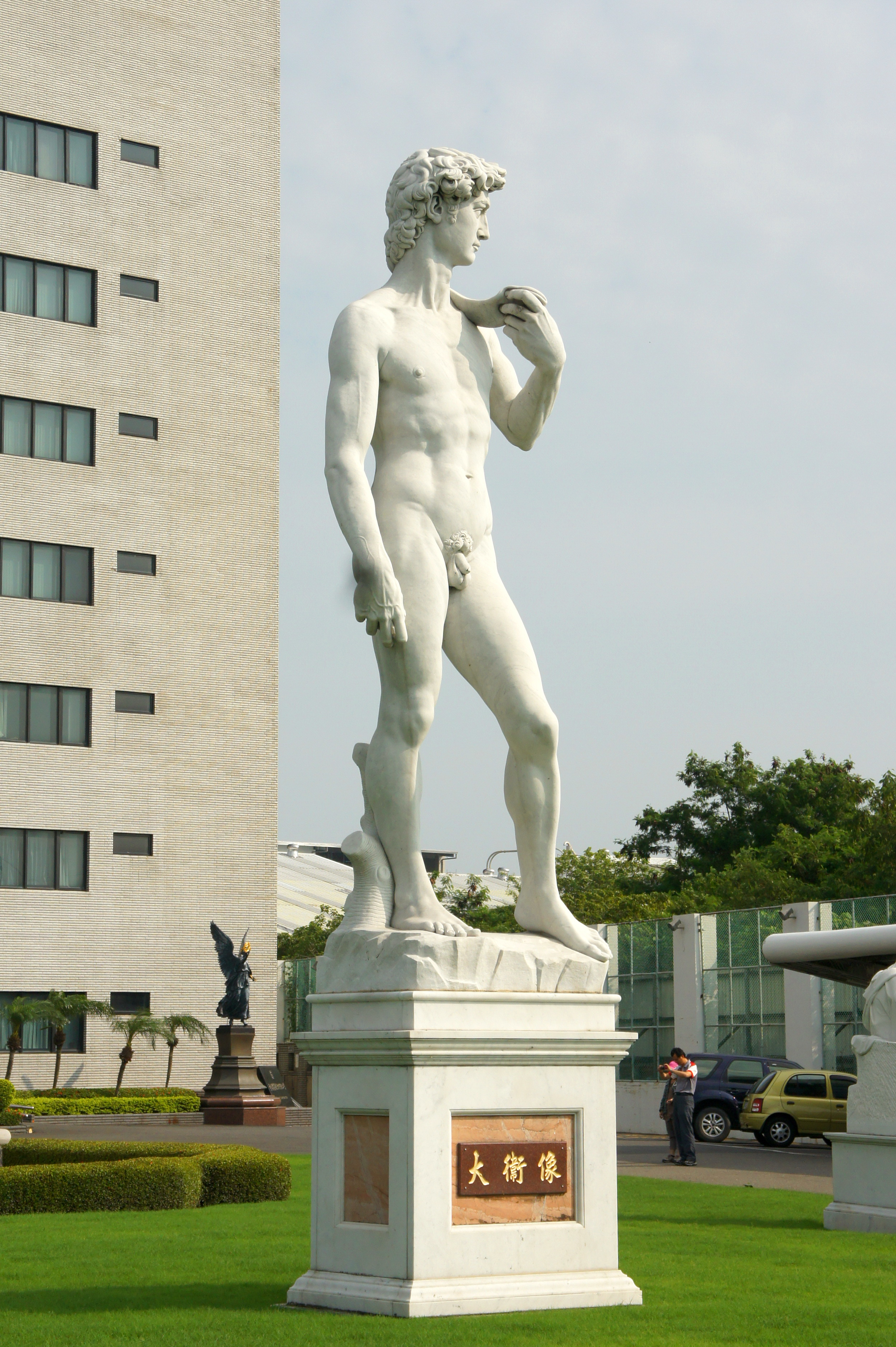
台灣台南市仁德區奇美實業大樓前的「大衛像」複製品

## 爭議
- 1994年，香港淫褻物品審裁處把大衛像評為不雅，理由是該雕像裸露男性性器官，此評審引起社會輿論強烈抨擊，香港最高法院及後推翻有關裁決，而法官判詞中亦表明「任何有理智者都不會將大衛像視為不雅。」

## 外部連結
- . accademia.stanford.edu.   [2021-07-25]. （原始内容存档于2021-05-05）.

Template:佛罗伦萨地标